# Paliwomierz (lotnictwo)
Paliwomierz – przyrząd pokładowy wskazujący ilość paliwa w zbiornikach statku latającego. W lotnictwie stosuje się paliwomierze:
- hydrostatyczne (ciśnieniowe),
- pływakowe (mechaniczne),
- elektryczne (objętościowe)[1].